# Pilgram Marpeck
Pilgram Marpeck, també escrit Marbeck (1495, Rattenberg, Tirol - 1556, Augsburg) fou un enginyer hidràulic i de mines, i líder organitzador anabaptista.

## Biografia
El seu pare, Heinrich Marpeck, provenia de Rosenheim, Baviera, i s'establí a Rattenberg (Àustria) a la vora de l'Ena, on fou integrant del consell de la ciutat, jutge i batlle. Pilgram assistí allà a l'escola llatina.
Pilgram vivia en excel·lents condicions econòmiques i era considerat un ciutadà respectable de Rattenberg. Era enginyer hidràulic, membre de la fraternitat de miners i fou edil. Tot canvià quan fou requerit per l'arxiduc Ferran I perquè denunciés els miners simpatitzants dels anabaptistes. El 28 de gener del 1528 perdé el seu càrrec per negar-se a col·laborar amb la decisió.
Entre el 1528 i el 1532 Marpeck treballà a Estrasburg com a supervisor de materials de construcció, però fou expulsat de la ciutat per les seves activitats anabaptistes el 18 de desembre del 1532. Els següents dotze anys visqué com "errant ciutadà del cel", viatjant per Suïssa, Moràvia, sud d'Alemanya, el Tirol i Alsàcia, on contribuí a fundar múltiples congregacions anabaptistes. Escrigué diverses obres juntament amb Leupold Scharnschlager, dirigent dels Germans Suïssos del cantó dels Grisons.
El 12 de maig del 1545 treballà com a enginyer per a la ciutat d'Augsburg, càrrec que mantingué fins a la seva mort. Pilgram Marpeck tingué una filla, Margarethe, de la seva primera dona, Sofia Harer, qui morí molt aviat. Després es casà amb Ana, amb qui no tingué descendència, però la parella adoptà tres fills.

## Tesi
Abans i després d'arribar a Augsburg, Marpeck contribuí a la difusió de l'anabaptisme amb els seus escrits. Debaté amb Martin Bucer i Kaspar Schwenkfeld, així com amb Melchior Hoffman, sobre l'encarnació, el baptisme, la no-violència i la comunitat de béns.
Sostingué que, tot i que tant l'Antic com el Nou Testament són Paraula de Déu, tenen propòsits diferents i per als cristians el Nou Testament és l'autoritat major que condueix l'home a viure la fraternitat cristiana. Per a ell la teologia era l'exposició de la Bíblia. Pels seus escrits se'n sap que coneixia alguns llibres intertestamentaris, considerats apòcrifs, que no vacil·lava a citar. Denuncià la injustícia social. Criticà tant el legalisme com l'espiritualisme de Kaspar Schwenkfeld, amb qui polemitzà en la seva "responsabilitat", emfatitzant en el compromís d'amor de la comunitat cristiana. Defensà la separació de l'Església i l'Estat. William Estep considera que Marpeck fou per a l'anabaptisme del sud d'Alemanya el que Menno Simons per a l'anabaptisme holandès.
El coneixement del pensament de Marpeck i de les congregacions del seu voltant s'amplià després del 1955 quan Heinold Fast i Gerhard Goeters descobriren el Kuntsbuch, una col·lecció anabaptista de 370 folis amb 42 tractats i cartes que estaven en una biblioteca de Berna.
George Williams considera que Marpeck fou el portaveu i teòric més prominent d'un anabaptisme responsable, pacifista i evangèlic.